# Oeschebüttel
Oeschebüttel er en by og kommune i det nordlige Tyskland, beliggende i Amt Kellinghusen i den nordøstlige del af Kreis Steinburg. Kreis Steinburg ligger i sydvestlige del af delstaten Slesvig-Holsten.

## Geografi
Oeschebüttel ligger i Naturpark Aukrug, 5 km nordøst for Hohenlockstedt og 5 km nord for Kellinghusen. Mühlenbarbeker Au løber gennem kommunen, og en del af Mühlenteich ligger i dens område.
Oeschebüttel ligger omkring seks kilometer nord for Bundesstraße B206. Nærmeste banegård er Brokstedt og Wrist ved jernbanen Hamborg-Altona–Kiel, begge omkring 10 kilometer væk.